# Attentat de l'hôtel Makka al-Mukarama
Pour les articles homonymes, voir Attentat de Mogadiscio.
L'attentat de l'hôtel Makka al-Mukarama s'est déroulé le 27 mars 2015 à 17 heures à Mogadiscio (Somalie), perpétré par des militants d'Al-Shabbaab. Le siège a pris fin quelques heures plus tard, le 28 mars, à la suite de l'intervention des forces spéciales de l'armée somalienne, qui ont abattu les cinq assaillants. Selon le ministère de l'information, environ vingt personnes ont perdu la vie dans cette attaque : les auteurs, des membres des forces spéciales, des agents de sécurité de l'hôtel et des civils. Le bilan humain est également de 28 blessés. Les forces spéciales (d'élite) ont réussi à secourir plus de cinquante résidents dans l'hôtel.

## Déroulement
Le 27 mars 2015, un conducteur pénètre dans l'hôtel à bord d'un véhicule de marque Toyota Noah chargé d’explosifs, quatre autres personnes armées arrivent à bord d'un autre véhicule. Une explosion brise les miroirs à l'intérieur de l'hôtel où résident plusieurs membres du gouvernement ainsi que des étrangers. Les occupants s'enferment dans leur chambre. Par la suite, des agents de l'unité d'élite Gaashaan assiègent les militants d'Al-Shabbab durant plus de quatre heures.
Le gouvernement suggère que les militants d'Al-Shabbab voulaient contrôler les lieux pour plusieurs jours et tuer de nombreux civils, comme cela a été le cas en 2013 lors de l'attaque du centre commercial Westgate.

## Bilan humain
Selon les représentants du gouvernement somalien, les cinq assaillants ont été tués. Le ministre de l'information Mohamed Hayir Maareeye a indiqué que quatre soldats du gouvernement, quatre agents de sécurité et cinq civils ont perdu la vie, ainsi qu'une conseillère du ministère des finances et un fonctionnaire de la Banque mondiale. Le diplomate Yusuf Mohamed Ismail fait également partie des victimes.